# 馬龍獸屬
馬龍獸屬（學名：Hipposaurus）意為「馬蜥蜴」，是獸孔目巴莫鱷亞目的一屬，生存於二疊紀晚期。馬龍獸的頭顱骨長21公分，完整身長估計約1.2公尺。馬龍獸最初被歸類於麗齒獸亞目。